# キプロス総督

総督旗（1905年 ‐ 1960年）

キプロス総督では、英連邦王国に属するキプロスに置かれていた総督および高等弁務官の一覧を示す。

## 高等弁務官 (1878年–1925年)
| 氏名                                       | 就任           | 退任           |
| ------------------------------------------ | -------------- | -------------- |
| ジョン・ヘイ（代理）                       | 1878年7月12日  | 1878年7月22日  |
| ガーネット・ウーズリー                     | 1878年7月22日  | 1879年6月23日  |
| ロバート・ビダルフ                         | 1879年6月23日  | 1886年3月9日   |
| ヘンリー・アーネスト・ガスコイン・ブルワー | 1886年3月9日   | 1892年4月5日   |
| ウォルター・ジョゼフ・センダル             | 1898年4月5日   | 1892年4月23日  |
| ウィリアム・フレデリック・ヘインズ・スミス | 1892年4月23日  | 1904年10月17日 |
| チャールズ・アンソニー・キング＝ハーマン   | 1904年10月17日 | 1911年10月12日 |
| ハミルトン・グールド＝アダムズ             | 1911年10月12日 | 1915年1月8日   |
| ジョン・ユージン・クローゾン               | 1915年1月8日   | 1918年12月31日 |
| マルコム・スティーヴンソン（臨時代理）     | 1918年12月31日 | 1925年3月10日  |

## 総督 (1925年–1960年)
| 氏名                                     | 就任           | 退任           |
| ---------------------------------------- | -------------- | -------------- |
| マルコム・スティーヴンソン               | 1925年3月10日  | 1926年11月30日 |
| ロナルド・ストアーズ                     | 1926年11月30日 | 1932年10月29日 |
| レジナルド・エドワード・スタッブス       | 1932年10月29日 | 1933年11月8日  |
| ハーバート・リッチモンド・パーマー       | 1933年11月8日  | 1939年7月4日   |
| ウィリアム・デニス・バターシル           | 1939年7月4日   | 1941年10月3日  |
| チャールズ・キャンベル・ウーリー         | 1941年10月3日  | 1946年10月24日 |
| レジナルド・フレッチャー                 | 1946年10月24日 | 1949年8月4日   |
| アンドルー・バークワース・ライト         | 1949年8月4日   | 1954年         |
| ロバート・パーシヴァル・アーミテージ     | 1954年         | 1955年9月25日  |
| ジョン・アラン・フランシス・ハーディング | 1955年9月25日  | 1957年12月3日  |
| ヒュー・マッキントッシュ・フット         | 1957年12月3日  | 1960年8月16日  |